# Хастингс, Джеймс
Джеймс Хастингс (Гастингс, Хейстингс) (англ. James Hastings; 1852, Шотландия — 1922) — британо-шотландский священник и библеист.
Учился классике в Абердинском университете. В 1884 году был рукоположен в пресвитерианский священнический сан. До 1911 года — пастор. Редактор пятитомного «Библейского словаря» («A Dictionary of the Bible», 1898—1904) и Encyclopedia of Religion and Ethics (1908—1921). Основатель в 1889 году издания «Expository Times» и его редактор. Считал возможным совмещение науки и христианской веры.